# الجدفرة (دوعن)

تعديل مصدري - تعديل

الجدفرة هي إحدى قرى عزلة صيف بمديرية دوعن التابعة لمحافظة حضرموت، بلغ تعداد سكانها 278 نسمة حسب تعداد اليمن لعام 2004.